# Nokia Communicator

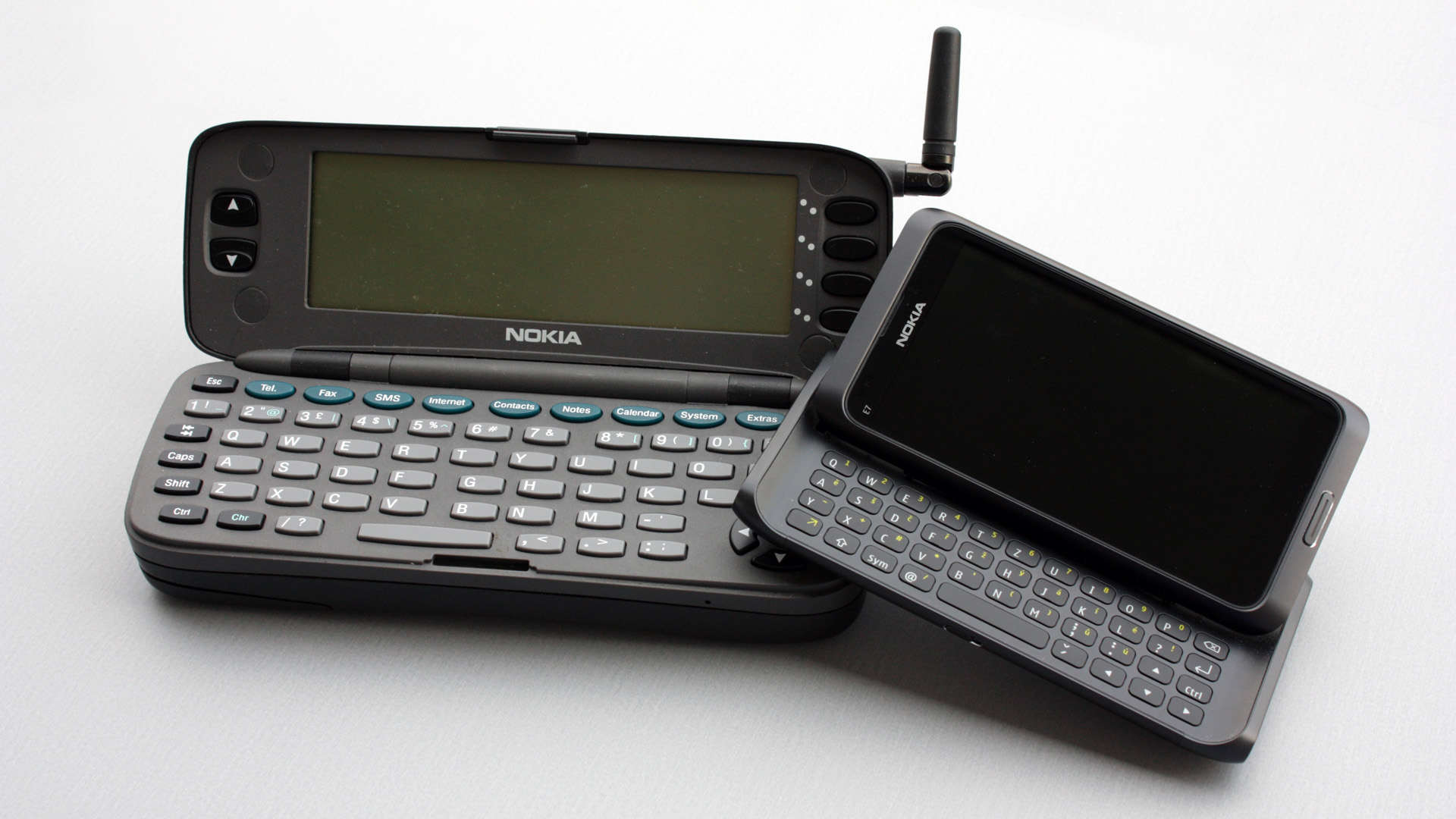
Der erste und der letzte Communicator: Nokia 9000 (links) & E7

Nokia Communicator [kəˈmjuːnɪkeɪtə] bezeichnet eine Mobiltelefon-Modellserie des finnischen Herstellers Nokia. Als Oberbegriff für diese Art von Telefonen hat sich der Begriff Smartphone durchgesetzt, wobei der Communicator gemeinsam mit Electronic Organizern darin wieder eine eigene Kategorie bildet.

## Entwicklung und Ausstattung
Im Gegensatz zu herkömmlichen Mobiltelefonen besitzen Smartphones eine umfangreichere Ausstattung zur Organisation und Verarbeitung von Daten und sind mehr für den Business-Anwender konzipiert. So auch der Communicator, zu dessen umfangreicher Ausstattung PIM-Applikationen, Kommunikationsfunktionen via SMS, MMS, Fax, E-Mail, Bluetooth und Infrarot gehören, weiterhin Bürosoftware, mobiler Internet- und Datenzugang sowie die Möglichkeit, externe Anwendungen und Programme zu installieren. Außerdem war der Communicator von Anfang an eines der damals noch seltenen Multitasking-fähigen Mobilfunkgeräte.

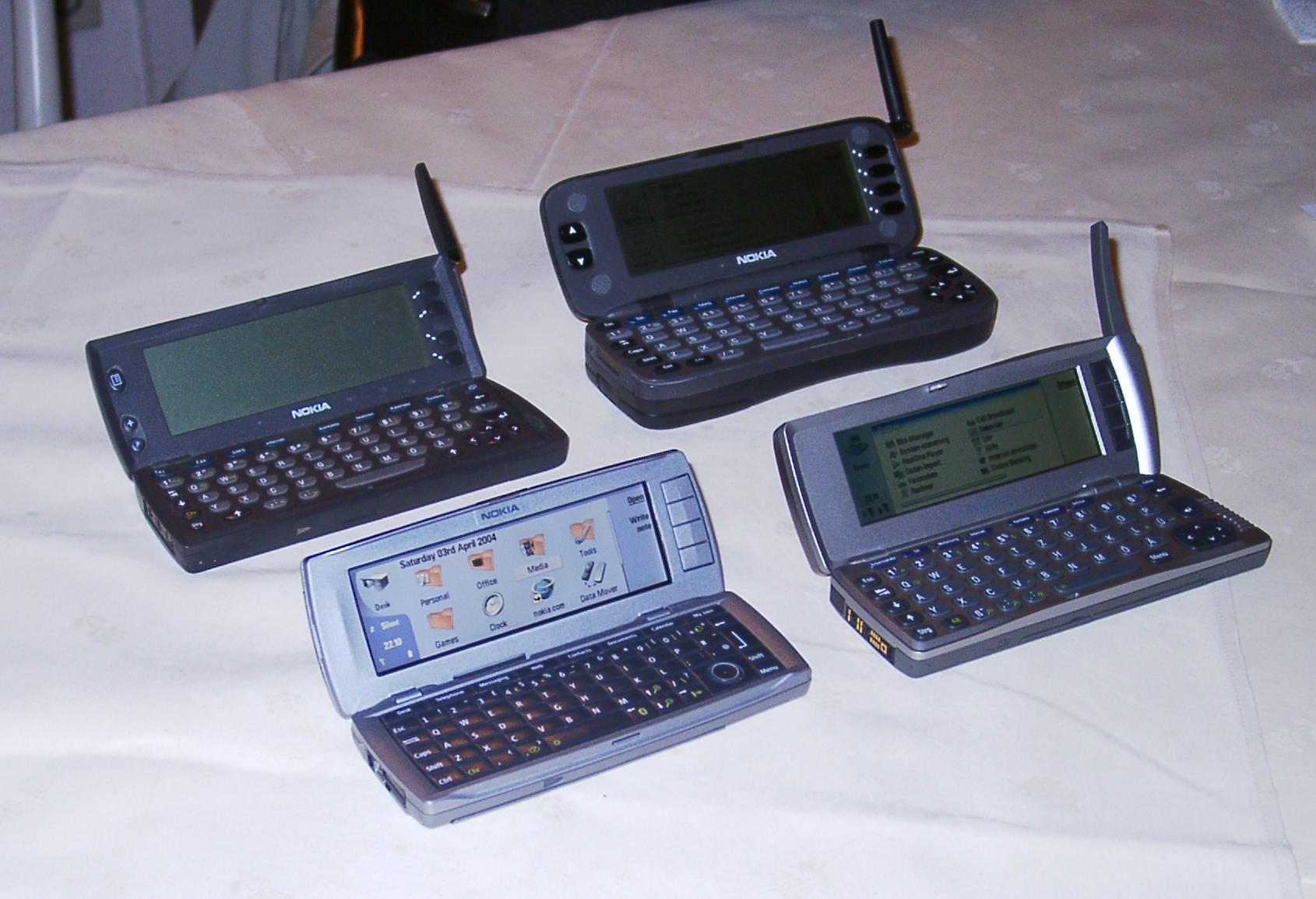
Vier Generationen, von hinten nach vorne, von rechts nach links: Nokia 9000, 9110, 9210, 9500

Der Nokia Communicator lag im Jahr 2008 in der fünften Version Nokia E90 vor (Teil der Nokia Eseries). Seit dem ersten Quartal 2005 war die zweite Variante der vierten Generation, der Nokia 9300 auf dem Markt. Dieser verfügt im Unterschied zum großen Bruder nicht über WLAN oder eine Kamera. Anfang 2006 erschien der Nokia 9300i, der bei gleicher Größe wie der 9300 zusätzlich über WLAN nach IEEE 802.11g, die Texteingabehilfe T9, eine verbesserte Bluetooth-Implementierung (Bluetooth v1.2) und einen stärkeren (dem hohen Stromverbrauch von WLAN geschuldeten) Akku verfügt. Er gilt somit als „kleiner Bruder“ des 9500, der sich letztendlich nur noch durch die VGA-Kamera unterscheidet.
Ein von vielen Käufern vermisstes Ausstattungsmerkmal ist der fehlende Vibrationsalarm. Allen Communicatoren gemeinsam ist, dass sie sich ähnlich wie ein Laptop aufklappen lassen, einen großen Bildschirm und eine vollwertige QWERTZ-Tastatur enthalten (Clamshell-Design). Äußerlich fielen bisher alle Modelle durch ihre Größe auf (daher existieren auch weitere Spitznamen wie „Ziegelstein“ oder „Telefonzelle“). Diese erklärt sich durch die Größe des Bildschirms und der Tastatur. Der 9300i ist nun wesentlich handlicher und mit einem Nokia 6310i (bis auf die Höhe) vergleichbar.
Seit dem 9210 laufen alle Communicatoren unter dem Betriebssystem Symbian. Bei den Modellen 9210(i), 9300(i) und 9500(i) kommt die Benutzeroberfläche Series 80 zum Einsatz. Der Nokia E90 Communicator verwendet die Benutzeroberfläche Series 60 und verfügt über zahlreiche Funktionen, angefangen von einer Kamera mit 3,2 Megapixeln über einen GPS-Empfänger sowie Kommunikationsschnittstellen wie MiniUSB, Bluetooth 2.0, Infrarot, WLAN, GPRS, EDGE, UMTS, HSDPA und MicroSD-Steckplatz.
Beliebt bei Managern und Gadget-Liebhabern, hat es kein Communicator geschafft, den wichtigen Markt des „normalen“ Business-Anwenders nachhaltig zu durchdringen, was letztlich in dem Segment zu viel Raum für weitere Lösungen ließ und den Erfolg des Blackberry sowie diverser Microsoft-betriebener Geräte ermöglichte.

## Modelle

### Nokia 9xxx

#### Nokia 9000

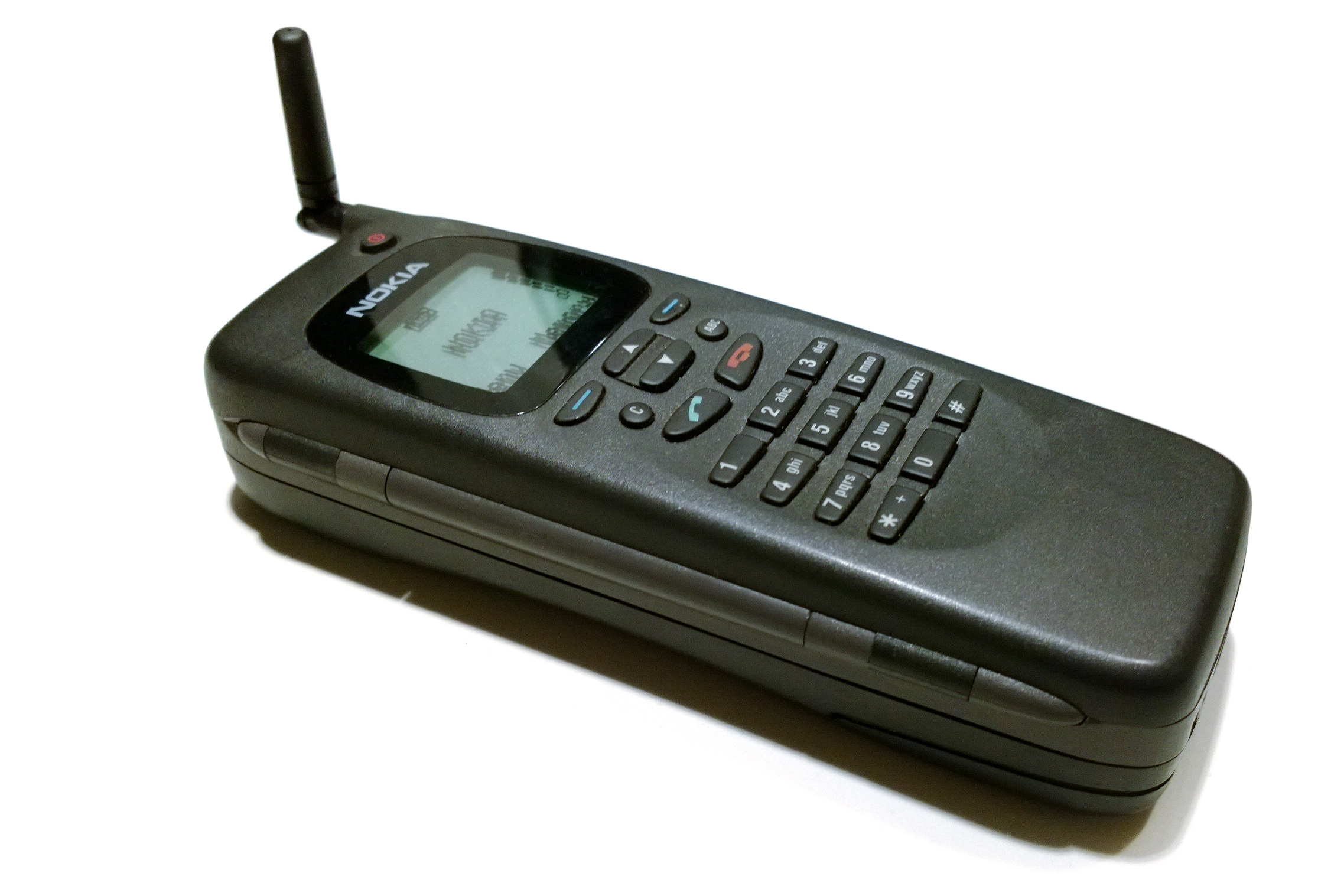
Nokia 9000 Communicator – Außenansicht

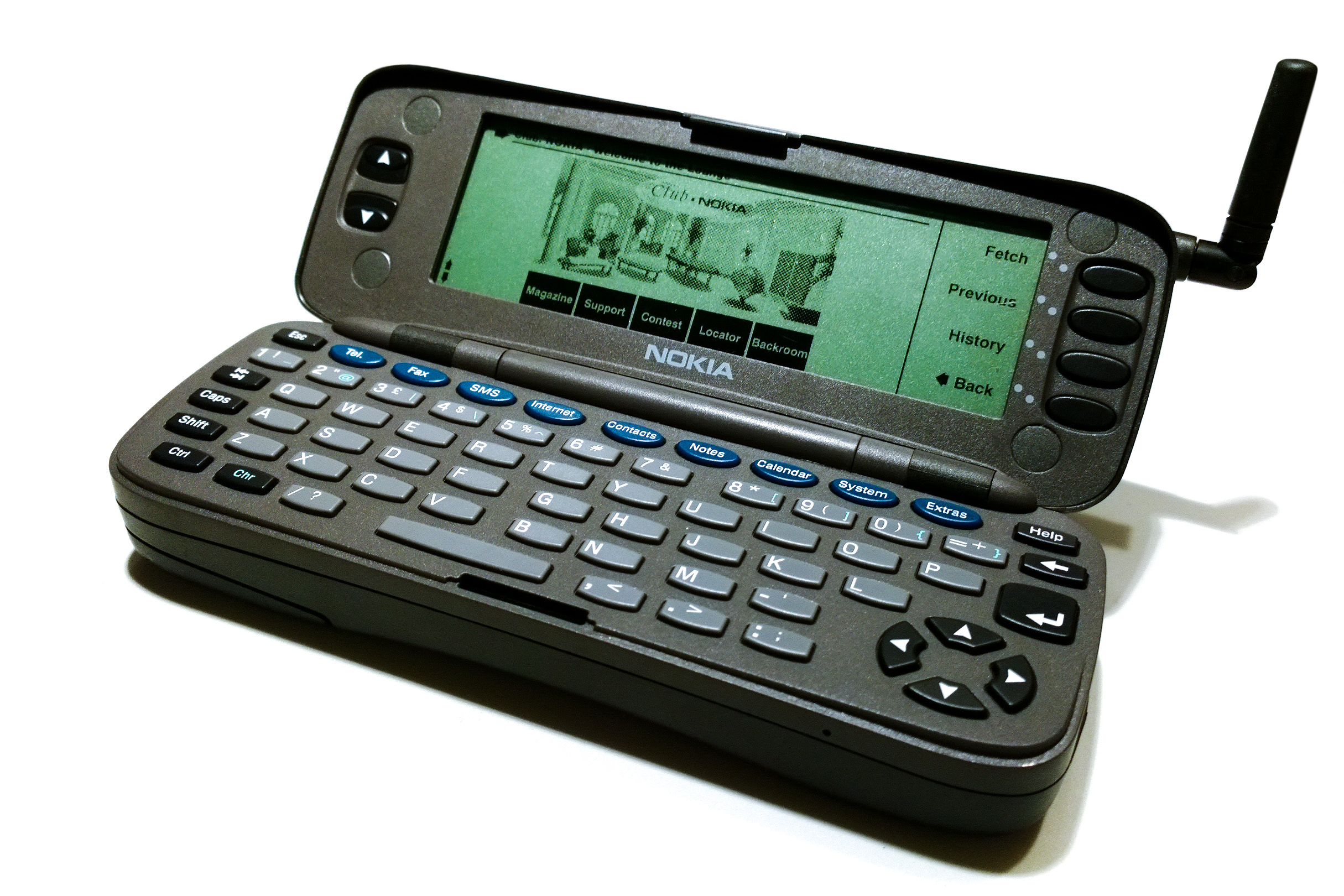
Nokia 9000 Communicator – geöffnet

Der Nokia 9000 Communicator ist der Urahn aller später folgenden Communicator-Modelle von Nokia. Er wurde erstmals am 28. August 1996 auf der CeBIT Home in Hannover präsentiert und kam zum Preis von 2700 Deutsche Mark (umgerechnet 1380 Euro) in Deutschland in den Handel.
Mit ihm kann man, neben Kurznachrichten, auch E-Mails und Faxe versenden und empfangen sowie mit einem HTML-fähigen Webbrowser auf Webseiten zugreifen. Dies gehörte damals sogar am Büroarbeitsrechner noch nicht zum Standard.
Wie auch sein Nachfolger 9110 nutzt der 9000 das vom PC kommende DOS-basierte Betriebssystem PEN/GEOS, weshalb er hardwareseitig auch fast ein vollständiger IBM-PC im Hosentaschenformat ist.
Der 9000 als reines Single-Band-Gerät war ursprünglich nur in einer GSM 900-Version verfügbar, wurde später jedoch durch Modelle für DCS 1800 (Modell 9000e) und das vor allem in den USA verbreitete PCS 1900 ergänzt. Da der Nachfolger 9110 nur als GSM 900-Gerät gebaut wurde, war der 9000 in den USA bis zum Erscheinen des 9290 der aktuelle Communicator. Die maximale Datenrate beträgt 9,6 kBit/s, die Datenübertragung funktioniert über das ISDN-ähnliche CSD. Eine weitere Besonderheit des 9000er-Communicator ist die variable Mehrgelenksantenne, die selbst unter schwersten Bedingungen noch für Empfang sorgt.
Die Stand-By-Zeit beträgt maximal 24 Stunden. Das GSM-Teil baute technisch weitgehend auf dem Nokia 2110 auf. Das Gewicht beträgt knapp 500 Gramm.
Die Besonderheit dieses und der nachfolgenden Modelle (bis einschließlich 9210i) war, dass man auf der Rückseite, also der den Tasten und dem Display gegenüberliegenden Seite, den Lautsprecher und das Mikrofon untergebracht hatte. Dadurch entsteht gelegentlich der Eindruck, dass man das Handy beim Telefonieren falsch herum hält. Erst die Modelle 9300 und 9500 sind „richtig herum“ konstruiert worden.

#### Nokia 9110

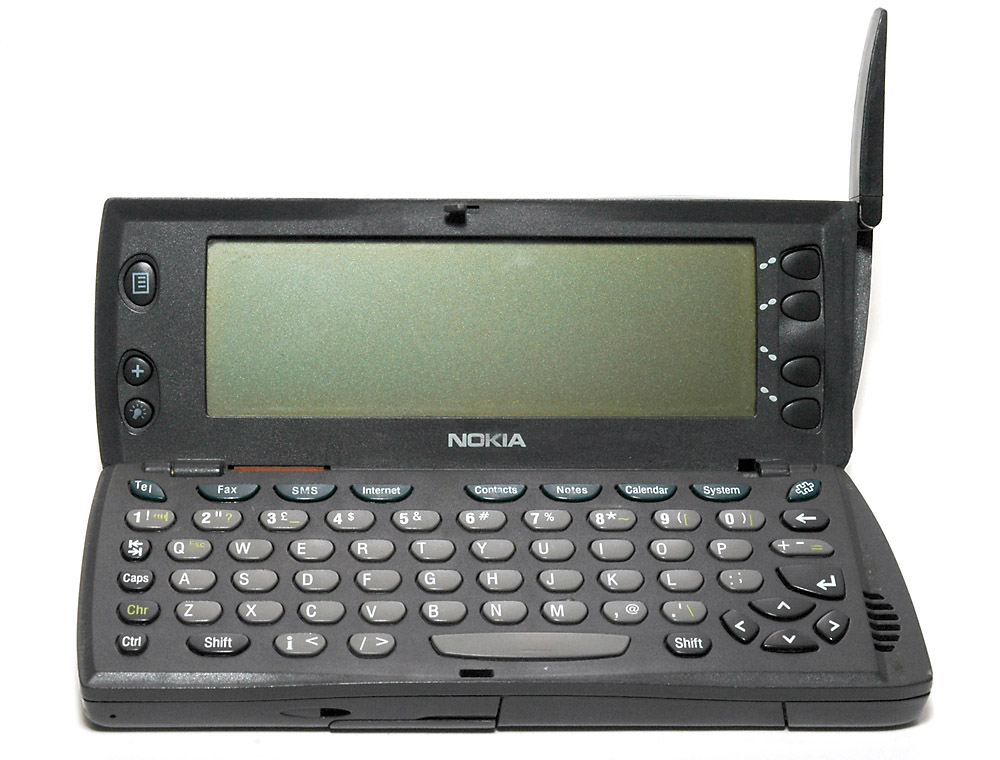
Nokia 9110

Der Nokia 9110 Communicator wurde von 1999 bis ca. Mitte 2001 gebaut. Mit diesem Modell machte Nokia einen großen Entwicklungsschritt. So wurde z. B. das Problem gelöst, dass der Speicherplatz für Dokumente bislang relativ klein gewesen war. Realisiert wurde dies durch ein MMC-Kartenlaufwerk. Allmählich gab es auch immer mehr Software von anderen Herstellern, die die Funktionalität des Communicators erweiterte. Da sich 9110 und 9000 vom Betriebssystem her aber kaum unterschieden, liefen viele dieser neuen Programme auch auf den 9000er Modellen.
Das Modell ist nur halb so groß und halb so schwer wie das Vorgängermodell. Die Stand-By-Zeit stieg auf fast eine Woche an. Die GSM-Technik stammte aus dem Nokia 6110. Die maximal mögliche Datenrate stieg auf 14,4 kBit/s.

#### Nokia 9210(i)

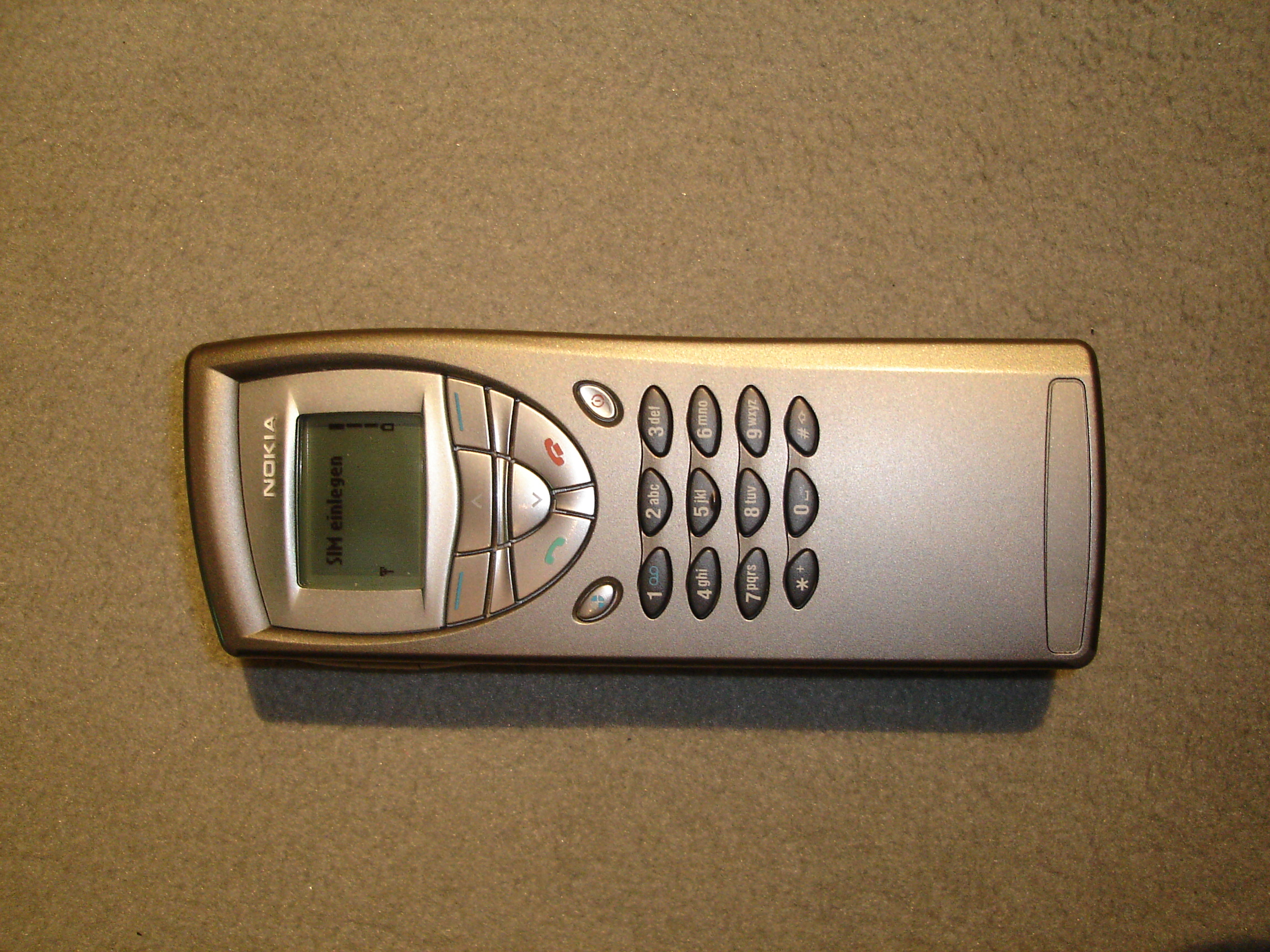
Nokia 9210 Communicator

Das 9210 wurde von etwa Mitte 2001 bis etwa Ende 2002, die Variante 9210i ab ca. Mitte 2002 bis ca. Mitte 2004 gebaut. Mit dem 9210 begann auch die Zusammenarbeit von Nokia mit DesignworksUSA. Nokia holte sich dort professionelle Unterstützung für das Produktdesign der Communicator-Serie. Aber auch weitere neue Technologien wurden mit dem 9210 in die Communicator-Serie eingeführt – z. B. das Farbdisplay sowie Unterstützung der HSCSD-Datenübertragung.

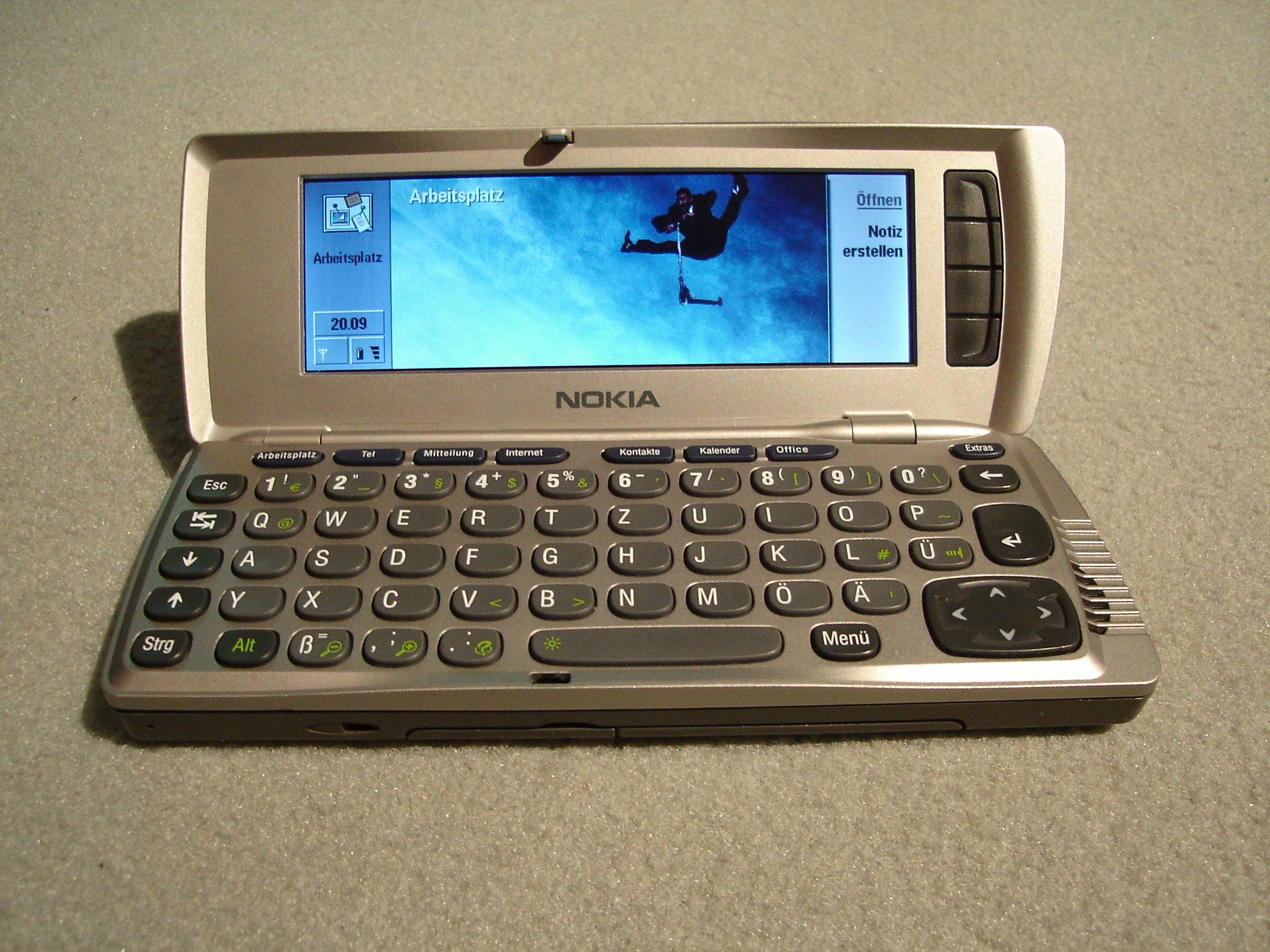
Nokia 9210 von innen

Die einschneidendste Änderung jedoch war der Umstieg der Hardware von einer x86- zur ARM-Architektur, und damit der Wechsel des Betriebssystems von GEOS zu Symbian OS. Applikationen für 9000/9110 laufen daher nicht auf dem 9210, und umgekehrt. Der 9210 ist ein Dualband-Gerät für GSM 900 und DCS 1800, für die USA gibt es eine PCS 1900-Variante mit der Bezeichnung 9290. Als Betriebssystem wurde Symbian 6.0 Series 80 v1 verwendet.
Als großer Mangel wurde von vielen Nutzern das Fehlen des paketorientierten Datenübertragungs-Standards GPRS angesehen, der zum Markteintritt des 9210 bereits verbreitet war.
Relativ kurze Zeit nach dem Erscheinen des 9210 brachte Nokia eine verbesserte Version auf den Markt, den 9210i. Hauptunterschied war das vergrößerte Flash-ROM. Viele der mitgelieferten Anwendungen waren nun vorinstalliert und mussten nicht mehr, wie beim 9210, von der Speicherkarte aus gestartet werden, wodurch das unverändert 8 MB große RAM entlastet wurde.
Dies brachte vor allem bei Verwendung von Java-Anwendungen oder dem Webbrowser spürbare Vorteile. Auch wurde beim 9210i der proprietäre Browser durch die Symbian-Version von Opera ersetzt. Besonders die Softwareversionen des 9210 – ohne i – waren für ihre Fehleranfälligkeit berüchtigt. Bahnbrechend war das innere Farbdisplay, das kein anderes Mobiltelefon dieser Zeit aufwies. Äußerlich unterscheidet sich das 9210i vom 9210 durch die silberne Farbe der Tastatur.
Größe und Gewicht blieben zum 9110 fast unverändert. Die Datenrate stieg aber dank HSCSD auf 43,2 kBit/s. Es können MMC-Karten bis 1 GB verwendet werden.

#### Nokia 9300 und 9300i

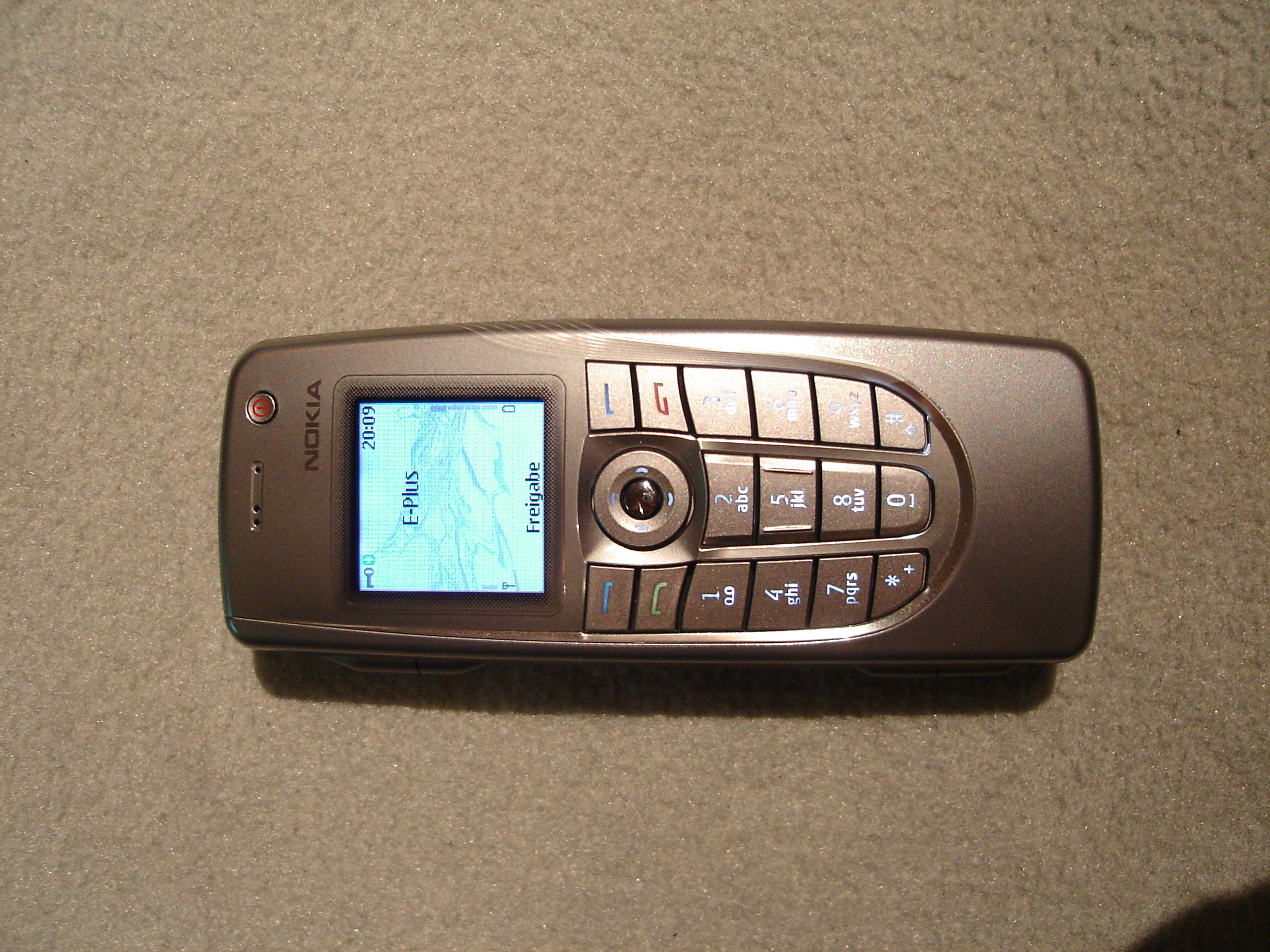
Nokia 9300i Communicator

Der 9300 ist die verkleinerte Version des 9500 und verzichtet auf eine Kamera. Die Abmessungen sind dafür mit 132 mm × 51 mm × 21 mm wesentlich handlicher. Auf der Außenseite steht ein Display mit 128 × 128 Pixeln und 65.536 Farben zur Verfügung.

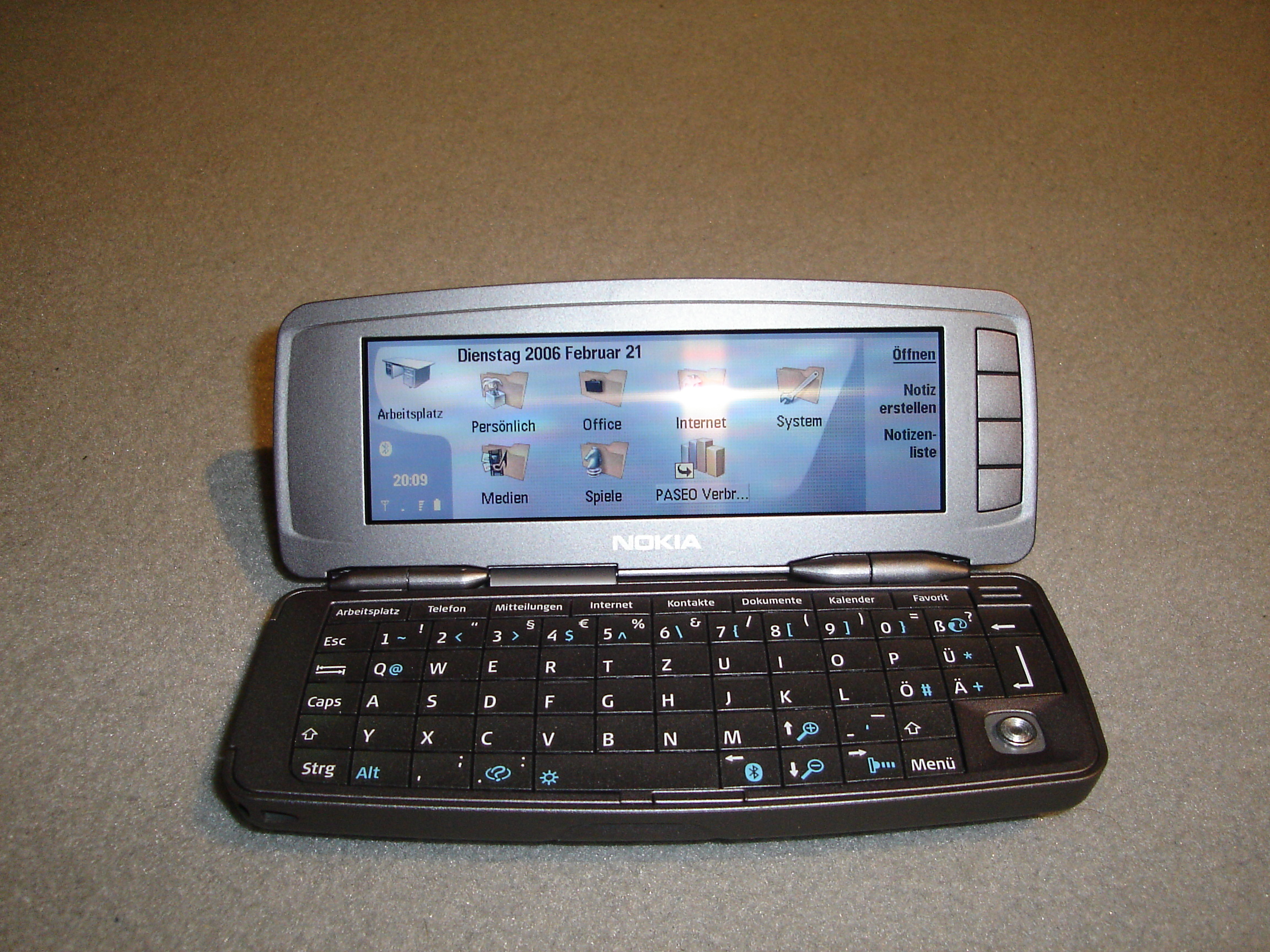
Nokia 9300i von innen

Nach dem Aufklappen kommt das große Hauptdisplay mit 640 × 200 Pixel und ebenfalls 65.536 Farben, jedoch mit kleinerer Diagonale als beim 9500, zum Vorschein. Der interne Speicher ist wie beim großen Bruder 80 MB groß. Dieser kann mit MMC-Karten auf 2 GByte erweitert werden, was seit dem Release des letzten Firmware-Updates auch uneingeschränkt funktioniert.
Das Triband-Telefon für GSM 900, DCS 1800 und PCS 1900 unterstützt GPRS der Klasse 10 und auch HSCSD. Über Bluetooth kann man eine Verbindung zu anderen Geräten herstellen. Eine Infrarotschnittstelle ist ebenfalls enthalten. Das Betriebssystem ist wie beim Nokia 9500 Symbian OS 7.0s mit der Series 80 v2 Plattform.
Das neuere 9300i verfügt zusätzlich über WLAN (802.11g). Weiterhin wurden die Bluetooth-Implementierung sowie Details im Betriebssystem verbessert. Das 9300(i) ist wie der E90 um 180 Grad aufklappbar und dadurch in aufgeklapptem Zustand sehr flach.

#### Nokia 9500
Dieses Modell ist einer der letzten Communicator auf Basis von Series80. Er erschien im November 2004. Der 9300i ist das letzte erschienene Series80-Gerät.
Der Communicator 9500 ist ein Triband-Gerät für GSM 900, DCS 1800 und PCS 1900. Erstmals wurde er auf der 3G-Conference in Cannes vorgestellt. Zu den wesentlichen Neuerungen gegenüber dem Vorgängermodell gehören die Displays mit nunmehr 65.536 Farben, die integrierte VGA-Kamera, GPRS, EDGE, MMS, WLAN, sowie ein vergrößertes Speichermanagement (64 MB RAM, 80 MB Anwenderspeicher). Als Betriebssystem kommt Symbian OS 7.0 mit Series 80-v2-Oberfläche zum Einsatz.
Das Gerät verfügt in allen Varianten über die Möglichkeit, die Oberschalen (Cover) zu tauschen. Abgesehen von der Größe (148 × 57 × 24 mm) und den damit einhergehenden Unterschieden ist er bis auf das vorhandene WLAN, die Kamera und den größeren Akku mit seinem kleinen Pendant 9300 identisch. Es können jetzt MMC-Karten bis 2 GB verwendet werden.

### Nokia Eseries / Nseries

#### Nokia E90

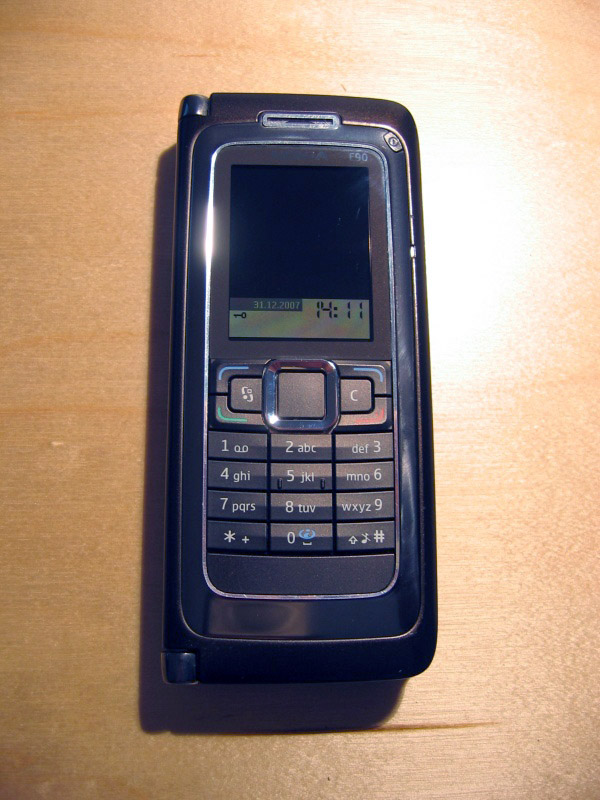
Nokia E90 außen, erste Version

Das Nokia E90 war der offizielle Nachfolger der Communicator-Serie und gehört zu den Nokia-Eseries-Modellen. Dieses Modell wurde auf der 3GSM 2007 am 12. Februar vorgestellt und ist seit dem dritten Quartal 2007 in den Farben Rot und Mocca erhältlich.

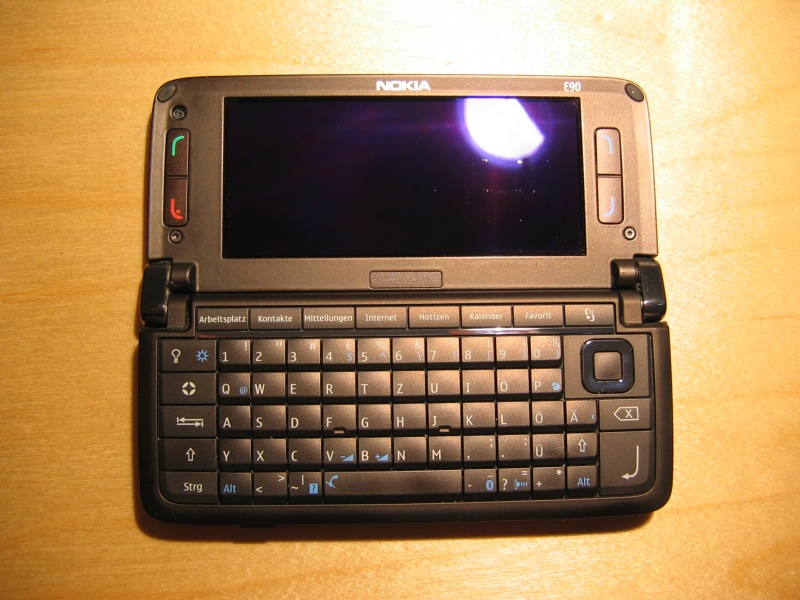
Nokia E90 innen, erste Version mit typischer Beschädigung des Displays

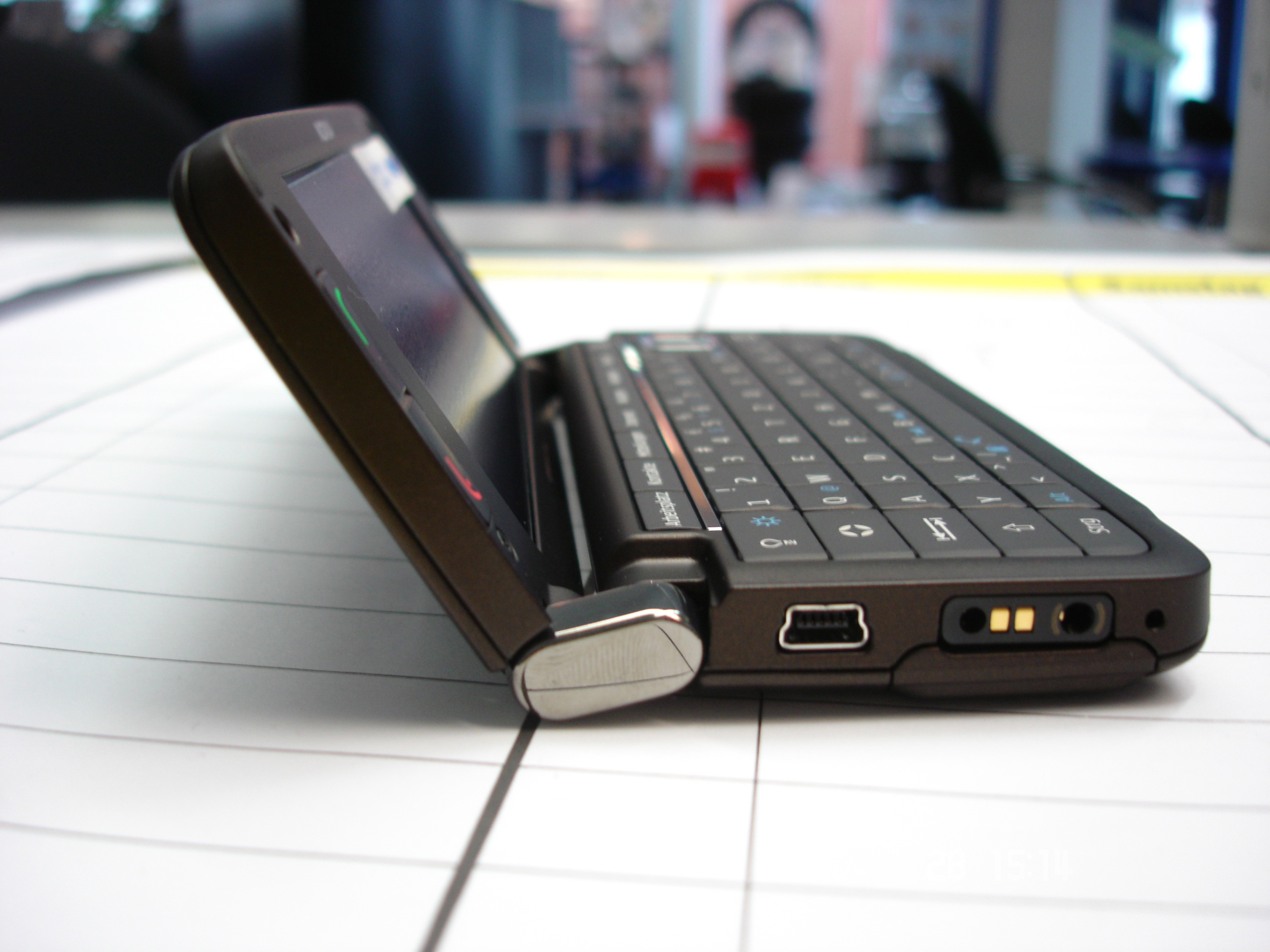
Nokia E90, vierte Version

Die größten Neuerungen waren das Betriebssystem Symbian OS 9.2 mit der S60-3rd-Edition-FP1-Oberfläche, eine 3,2-Megapixel-Hauptkamera mit Autofokus und eine QCIF-Kamera für Videotelefonie. Der Wechsel von S80 zu S60 (bzw. von Symbian OS 7.x zu 9.x) ermöglichte die Implementierung von Quadband-GSM, UMTS, HSDPA und eines GPS-Empfängers. Die Ausstattungsliste führt weiter WLAN-Kompatibilität nach dem 802.11b/g-Standard mit Unterstützung für WEP und WPA-PSK 1 und 2 auf. Eine Infrarotschnittstelle ist ebenfalls wieder verbaut worden.
Die Bluetoothschnittstelle unterstützt folgende Dienste: SDP Server, Audio Source, Hands-Free Audio Gateway, Headset Audio Gateway, AVRCP Target, OBEX File Transfer, SyncML-Client, Nokia OBEX PC Suite Services, SyncML DM Client, Nokia SyncML Server, OBEX Object Push, Dial-Up Networking, Imaging. Das SIM Access Profile kann direkt über das Menü an- und abgeschaltet werden.
Hervorzuheben ist, dass dies das erste Communicator-Modell war, das erlaubt, Anwendungen außen zu starten und nach dem Aufklappen innen nahtlos fortzusetzen. Dies wurde dadurch erreicht, dass die vorherige S40-Front ebenfalls durch S60 ersetzt wurde. Wie alle Communicator-Modelle verfügt es über eine integrierte QWERTZ- und eine externe Handy-Tastatur. Außerdem wurde die Texterkennungssoftware Tegic T9 verbaut, um das Verfassen von Nachrichten über die Vorderseite zu erleichtern.
Der integrierte Speicher ist 128 MB groß und kann mit einer Micro-SD-Karte um bis zu 32 GB erweitert werden. Mitgeliefert werden 512 MB. Vom internen Speicher bleiben nach einem Neustart ca. 80 MB (der Vorgänger brachte es hier auf ca. 22 MB). Das Gerät ist 210 Gramm schwer und hält im Standby 14 Tage durch, es verfügt über fünf Stunden Gesprächszeit im GSM-Modus. Erstmals ist im Communicator kein Fax-Modem mehr implementiert, dafür aber ein Vibrationsalarm. Nokia vollzog mit diesem Modell die Integration der Communicator-Serie in die Nokia-Enterprise-Sparte (E-Series). Auch ist ein Radioempfänger eingebaut, der jedoch die beiliegenden Kopfhörer benötigt.
Nokia nutzte zum ersten Mal bei einem Communicator-Gerät eine Mini-USB-Schnittstelle. Neben der bisher auch verwandten Software PC-Suite für Microsoft-Betriebssysteme bot Nokia nun auch ein Apple-iSync-Plug-In kostenlos zum Download auf der Firmenwebsite an, das den Communicator auch mit dem Macintosh-Betriebssystem verwendbar macht.
Seit Produktionsstart des E90 hatte Nokia mit diversen Qualitätsproblemen zu kämpfen. So sind häufiger Berichte über Knarzen an der Unterseite sowie defekte Mikrofone zu lesen, ebenso scheinen bei vielen Modellen die Tasten der Innentastatur gegen das Display zu drücken und dessen Beschichtung teilweise zu beschädigen. Auch wurde vereinzelt über starkes Rauschen während Gesprächen auf der Telefonseite sowie ein Wippen aufgrund unterschiedlich hoher Gumminoppen an der Unterseite berichtet. Deutsche Netzbetreiber sprachen von einer Rückläuferquote zwischen 50 und 70 %. Aufgrund dieser Probleme kamen immer wieder Gerüchte über die Einstellung der Produktion des E90 in Umlauf und wurden zum Teil von den deutschen Netzbetreibern bestätigt.
Nokia hat das Gerät seit Markteinführung mehrmals modifiziert. Dies umfasst neben einigen Kleinigkeiten hauptsächlich Folgendes:
- Zweite Version: Modifizierter Tastaturrahmen mit Stufe zur Erhöhung des Abstandes zwischen den Gehäusehälften
- Dritte Version: Modifiziertes Innendisplay mit (laut Nokia) kratzfester Beschichtung
- Vierte Version: Abgeflachte Tastatur

Auf der 3GSM 2008 präsentierte Nokia das E90 in der Farbvariante Schwarz (Hardware entspricht der vierten Version), welcher seit August 2008 in Deutschland verfügbar war.
Mit dem Nokia E90, das kategorisch zur Serie Communicator gehört, hat Nokia erstmals den Beinamen Communicator aus der offiziellen Produktbezeichnung gestrichen und seit dem nicht weiter verwendet.

#### Nokia E7, N97, N97 mini

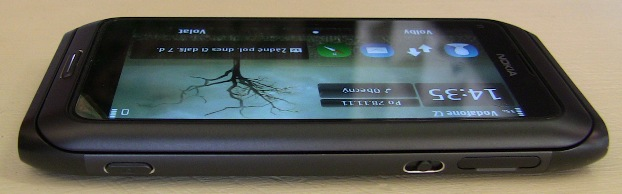
Nokia E7 im geschlossenen Zustand

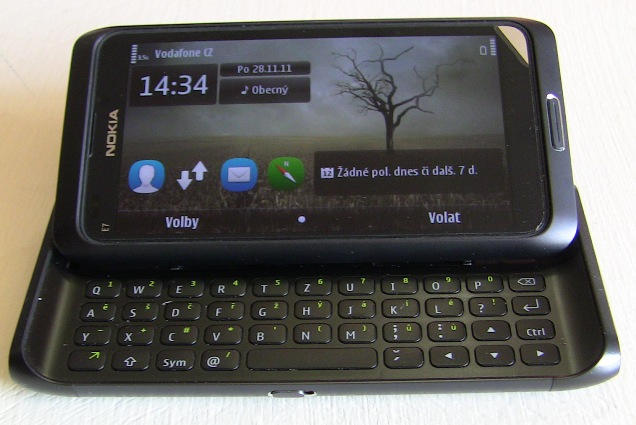
Nokia E7 mit geöffneter Tastatur

Das Nokia E7 ist mit einer 4-zeiligen QWERTZ-Tastatur ausgestattet und in ein Aluminiumgehäuse gefasst. Der Klapp-Mechanismus um die Tastatur freizugeben war bei den 9000 Communicatoren als Scharniervariante ausgeführt. Bei diesem Gerät ist der Austausch des Akkus durch den Benutzer nicht vorgesehen.
Der Bauform und Bedienung nach lässt sich das Nokia E7, wie auch das Nokia N97 und N97 mini, der Kategorie Communicator zuordnen, auch wenn diese Geräte offiziell nicht als Communicator, sondern als Smartphone bezeichnet werden.